# مگ ویتمن
مارگارت «مگ» ویتمن (به انگلیسی: Meg Whitman) مدیر کسب و کار امریکایی و رئیس و مدیر ارشد اجرایی هیولت پکرد است.او برای فرمانداری کالیفرنیا در سال ۲۰۱۰ نامزد شد ولی رقابت را در تاریخ 2 نوامبر به جری براون واگذار کرد. در ژوئن 2010 ، ویتمن در انتخابات حزب جمهوریخواه پیروز شد .